# Иконников, Иван Алексеевич
Иван Алексеевич Иконников (13 июня 1898, Тамбовская губерния — 7 марта 1976, Москва) — советский военный деятель, генерал-майор (1940 год).

## Биография
Иван Алексеевич Иконников родился 13 июня 1898 года в деревне Углы (ныне — ныне Тамбовского района Тамбовской области). По другим данным, он уроженец х. Иконниковского Мачешанской волости Хопёрского округа Области Войска Донского).

### Первая мировая и гражданская войны
В сентябре 1915 года был призван в ряды Русской императорской армии, после чего был направлен на учёбу во 2-ю Житомирскую школу прапорщиков, после окончания которой в 1917 году был направлен на Юго-Западный фронт, где был назначен на должность полкового адъютанта пехотного полка. В марте 1918 года в чине прапорщика был демобилизован из рядов армии.
В мае 1918 года вступил в ряды РККА, после чего был назначен на должность полкового адъютанта 1-го социалистического рабоче-крестьянского полка, в марте 1919 года — на эту же должность во 137-м стрелковом полку, в июне 1920 года — на должность заведующего разведкой этого полка, а в декабре — на должность помощника полкового адъютанта. Принимал участие в боевых действиях на Южном и Западном фронтах, а также в советско-польской войне и подавлении восстания под руководством А. С. Антонова на территории Тамбовской губернии.

### Межвоенное время
В июне 1922 года направлен в 46-й стрелковый полк (Ленинградский военный округ), где служил в должностях помощника начальника штаба полка, помощника командира роты и командира взвода, а с августа 1923 года — командиром роты, а затем помощником начальника штаба 48-го стрелкового полка. В апреле 1926 года был назначен на должность помощника начальника строевого отделения штаба 16-й стрелковой дивизии, а в октябре — на должность помощника начальника оперативной части штаба этой же дивизии.
В октябре 1927 года направлен на учёбу на курсы усовершенствования командного состава по разведке при 4-м управлении Штаба РККА, которые закончил в июне 1928 года и в январе 1929 года назначен помощником начальника оперативной части штаба 56-й стрелковой дивизии, в декабре 1931 года — помощником начальника 1-й части штаба, а затем — начальником 1-го отделения штаба Карельского укреплённого района.
В марте 1936 года назначен начальником 2-й части штаба 90-й стрелковой дивизии, в феврале 1937 года — командиром отдельного разведывательного батальона, в январе 1938 года — командиром стрелкового батальона (268-й стрелковый полк, эта же дивизия), в мае 1938 года — начальником 2-го отделения штаба 33-го стрелкового корпуса (Ленинградский военный округ), а в январе 1939 года — начальником штаба 56-го стрелкового корпуса, принимал участие в Советско-Финской войне.
В октябре 1940 года Иван Алексеевич Иконников был назначен на должность заместителя начальника штаба — начальника оперативного отдела 7-й армии, но в ноябре того же года был направлен на учёбу на курсы усовершенствования начальствующего состава при Академии Генштаба РККА, после окончания которых был назначен военным атташе при уполномоченном Правительства СССР в Болгарии (июль 1941 — сентябрь 1942).

### Великая Отечественная война
После окончания ускоренного курса Высшей военной академии имени К. Е. Ворошилова в июне 1943 года назначен на должность начальника штаба 70-го стрелкового корпуса, формировавшегося в Коломне (Московская область). С 30 июня по 15 августа временно командовал этим корпусом. После окончания формирования корпус принимал участие в ходе Спас-Деменской наступательной операции.
В октябре назначен заместителем командира 69-го стрелкового корпуса, в марте 1944 года — начальником штаба этого же корпуса, успешно принимавшего участие в ходе Белорусской наступательной операции, а в декабре — начальником штаба 81-го стрелкового корпуса, участвовал в ходе Восточно-Прусской наступательной операции.

### Послевоенная карьера
С февраля 1946 года старший преподаватель кафедры тактики высших соединений Высшей военной академии имени К. Е. Ворошилова, а в 1952 году ему было присвоено право окончившего эту академию.
В марте 1956 года вышел в отставку.
Умер 7 марта 1976 года в Москве. Похоронен на Хованском кладбище.

## Воинские звания
- капитан (17.02.1936)
- майор (1938)
- полковник (13.01.1939)
- комбриг (20.02.1940)
- генерал-майор (4.06.1940)

## Награды
- Орден Ленина (21.02.1945);
- Три ордена Красного Знамени (3.11.1944, 16.02.1945, ...);
- Орден Кутузова 2-й степени (21.07.1944);
- Орден Отечественной войны 1-й степени (23.04.1945);
- Орден Красной Звезды (21.03.1940);
- Медали.